# Luik-Bastenaken-Luik 2023
De wielerwedstrijd Luik-Bastenaken-Luik werd in 2023 verreden op 23 april. Er vond zowel een mannen- als een vrouweneditie plaats.

## Mannen
Bij de mannen was het de 109e editie van deze wedstrijd. Start en finish waren op de Quai des Ardennes in Luik. Titelverdediger was Remco Evenepoel. Hij wist zijn titel van de vorige editie te prolongeren. Ongeveer 30 kilometer voor de meet ging hij in de aanval. Aanvankelijk kon Tom Pidcock nog volgen. Echter duurde dat niet lang, Pidcock had al snel een halve minuut achterstand. Na 258 kilometer koers eindigde Pidcock als tweede. De Colombiaan Santiago Buitrago eindigde als derde. Bauke Mollema finishte als beste Nederlander, hij kwam als 29e over de streep.

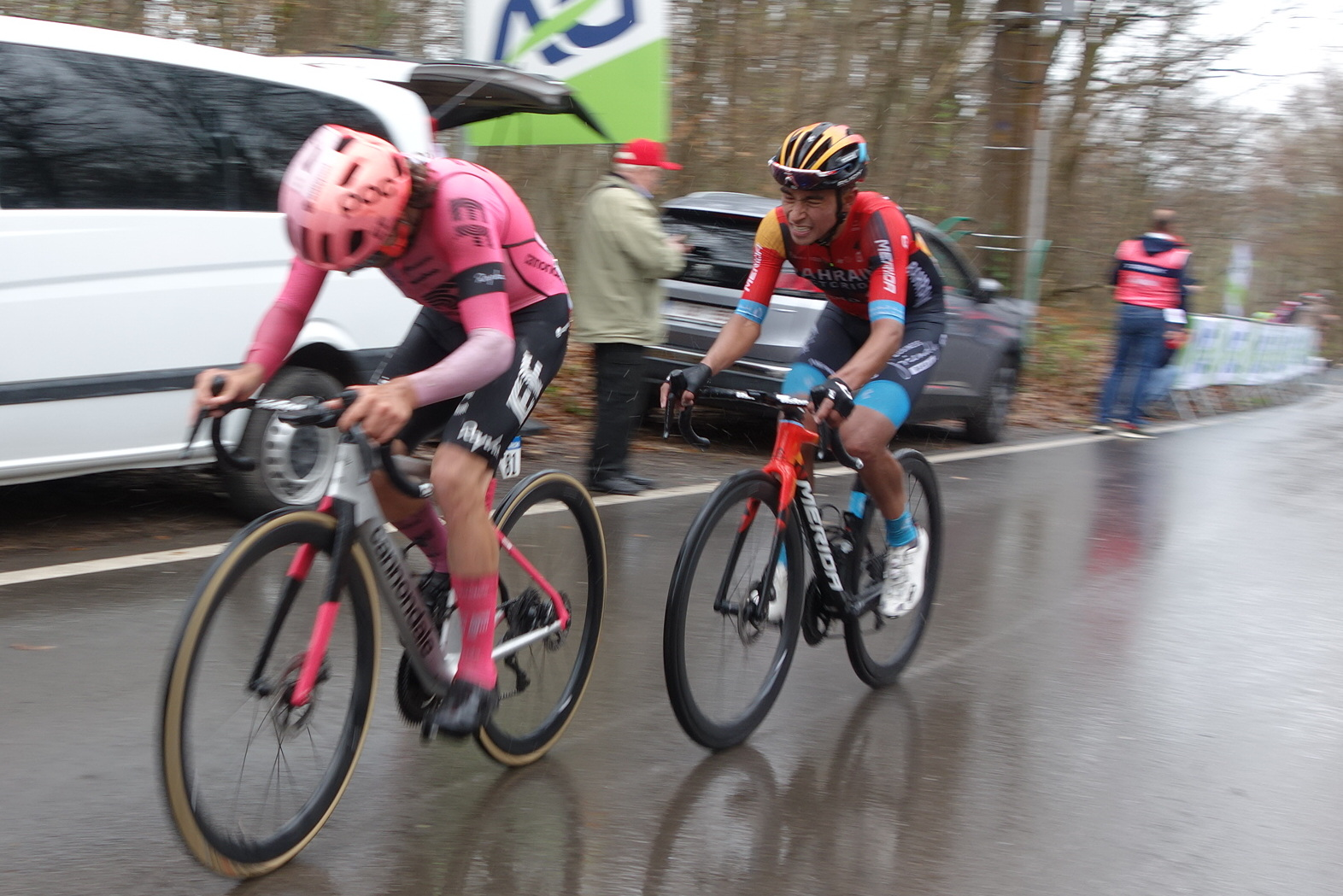
Achtervolgers Healy en Buitrago

### Deelnemende ploegen
De achttien UCI World Tour-teams van dit seizoen plus zeven Proteams startten met zeven renners per team wat het deelnemersveld op 175 bracht.

### Uitslag

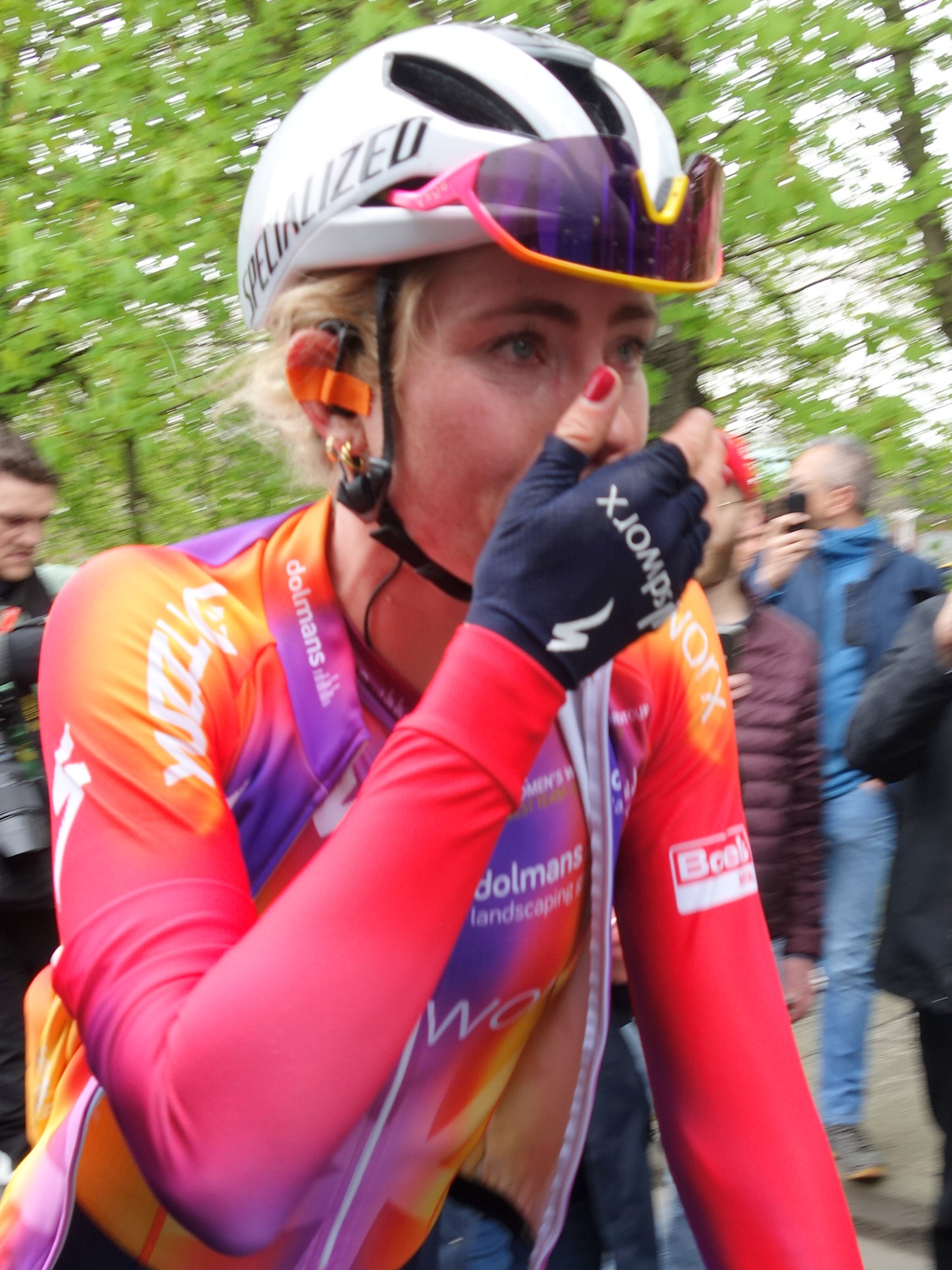
Demi Vollering vlak na haar overwinning.

| Plaats  | Naam                     | Ploeg                 | tijd     |
| ------- | ------------------------ | --------------------- | -------- |
| Winnaar | Remco Evenepoel          | Soudal Quick-Step     | 6u15'49" |
| 2       | Tom Pidcock              | INEOS Grenadiers      | +1'06"   |
| 3       | Santiago Buitrago        | Bahrain-Victorious    | z.t.     |
| 4       | Ben Healy                | EF Education-EasyPost | +1'08"   |
| 5       | Valentin Madouas         | Groupama-FDJ          | +1'24"   |
| 6       | Guillaume Martin         | Cofidis               | +1'25"   |
| 7       | Tiesj Benoot             | Team Jumbo-Visma      | +1'37"   |
| 8       | Patrick Konrad           | BORA-hansgrohe        | +1'48"   |
| 9       | Mattias Skjelmose Jensen | Trek-Segafredo        | z.t.     |
| 10      | Marc Hirschi             | UAE Team Emirates     | z.t.     |
|         |                          |                       |          |
| 29      | Bauke Mollema            | Trek-Segafredo        | + 4'09"  |

## Vrouwen
Bij de vrouwen was het de 7e editie van deze wedstrijd. De start vond plaats in Bastenaken en de finish was in Luik. Demi Vollering kwam na bijna 143 kilometer koers als eerste over de finish. De Italiaanse Elisa Longo Borghini eindigde in de sprint à deux als tweede. Ploeggenote van Vollering, de Zwitserse Marlen Reusser kwam als derde over de eindstreep door de sprint te winnen van een achtervolgende groep met o.a. Nederlands kampioene Riejanne Markus en wereldkampioene Annemiek van Vleuten. Justine Ghekiere was de beste Belgische renster, zij finishte als 25e. Eerder die week won Vollering ook al de Amstel Gold Race en de Waalse Pijl en voltooide daarmee het Ardense drieluik.

### Parcours
Ook de zevende editie ging van start in Bastenaken, over een heuvelachtig parcours van 143 km, met de finish op de Quai des Ardennes in het centrum van Luik. Het aantal beklimmingen werd uitgebreid naar tien. Voor de beklimming van de Wanne, werd de Mont-le-Soie beklommen en tussen Wanne en Haute-Levée werd de Stockeu toegevoegd. De vrouwen reden deze editie bijna dezelfde finish als de mannen, alleen de Desnié werd in de vrouwenkoers vervangen door de Maquisard. In beide wedstrijden ging het parcours na de Redoute niet richting Sprimont, maar op de top rechtsaf via Cornémont naar Les Forges.
De tien beklimmingen:

### Deelnemende ploegen
Alle vijftien World Tourploegen namen deel, aangevuld met negen continentale teams, waaronder het Nederlandse Parkhotel Valkenburg en de Belgische ploegen AG Insurance-Soudal Quick-Step, Duolar-Chevalmeire en Lotto Dstny Ladies.
| UCI World Tour teams | UCI World Tour teams                                                              | UCI Continental teams | UCI Continental teams |
| --- | --------------------------------------------------------------------------------- | --- | --------------------- |
| Canyon//SRAM Racing DSM EF Education-TIBCO-SVB Fenix-Deceuninck FDJ-Suez Human Powered Health Israel Premier Tech Roland Jayco AlUla | Jumbo-Visma Liv Racing TeqFind Movistar SD Worx Trek-Segafredo UAE Team ADQ Uno-X | AG Insurance-Soudal Quick-Step Arkéa Ceratizit-WNT Cofidis Coop-Hitec Products Duolar-Chevalmeire Lifeplus Wahoo Lotto Dstny Ladies Parkhotel Valkenburg |                       |

### Uitslag
| Plaats  | Naam                 | Ploeg                          | tijd     |
| ------- | -------------------- | ------------------------------ | -------- |
| Winnaar | Demi Vollering       | Team SD Worx                   | 3u50'47" |
| 2       | Elisa Longo Borghini | Trek-Segafredo                 | z.t.     |
| 3       | Marlen Reusser       | Team SD Worx                   | +22"     |
| 4       | Riejanne Markus      | Team Jumbo-Visma               | z.t.     |
| 5       | Elise Chabbey        | Canyon-SRAM                    | z.t.     |
| 6       | Annemiek van Vleuten | Movistar Team                  | z.t.     |
| 7       | Gaia Realini         | Trek-Segafredo                 | +25"     |
| 8       | Liane Lippert        | Movistar Team                  | +1'24    |
| 9       | Soraya Paladin       | Canyon-SRAM                    | z.t.     |
| 10      | Niamh Fisher-Black   | Team SD Worx                   | z.t.     |
|         |                      |                                |          |
| 25      | Justine Ghekiere     | AG Insurance-Soudal Quick-Step | + 3'12"  |

1892 · 1893 · 1894 · 1895-1907 · 1908 · 1909 · 1910 · 1911 · 1912 · 1913 · 1914-1918 · 1919 · 1920 · 1921 · 1922 · 1923 · 1924 · 1925 · 1926 · 1927 · 1928 · 1929 · 1930 · 1931 · 1932 · 1933 · 1934 · 1935 · 1936 · 1937 · 1938 · 1939 · 1940-1942 · 1943 · 1944 · 1945 · 1946 · 1947 · 1948 · 1949 · 1950 · 1951 · 1952 · 1953 · 1954 · 1955 · 1956 · 1957 · 1958 · 1959 · 1960 · 1961 · 1962 · 1963 · 1964 · 1965 · 1966 · 1967 · 1968 · 1969 · 1970 · 1971 · 1972 · 1973 · 1974 · 1975 · 1976 · 1977 · 1978 · 1979 · 1980 · 1981 · 1982 · 1983 · 1984 · 1985 · 1986 · 1987 · 1988 · 1989 · 1990 · 1991 · 1992 · 1993 · 1994 · 1995 · 1996 · 1997 · 1998 · 1999 · 2000 · 2001 · 2002 · 2003 · 2004 · 2005 · 2006 · 2007 · 2008 · 2009 · 2010 · 2011 · 2012 · 2013 · 2014 · 2015 · 2016 · 2017 · 2018 · 2019 · 2020 · 2021 · 2022 · 2023 · 2024
Tour Down Under ·
Great Ocean Road Race ·
Ronde van de Verenigde Arabische Emiraten ·
Omloop Het Nieuwsblad ·
Strade Bianche ·
Parijs-Nice · 
Tirreno-Adriatico · 
Milaan-San Remo ·
Ronde van Catalonië ·
Classic Brugge-De Panne ·
E3 Saxo Bank Classic ·
Gent-Wevelgem ·
Dwars door Vlaanderen ·
Ronde van Vlaanderen ·
Ronde van het Baskenland ·
Parijs-Roubaix ·
Amstel Gold Race ·
Waalse Pijl ·
Luik-Bastenaken-Luik ·
Ronde van Romandië ·
Eschborn-Frankfurt ·
Ronde van Italië ·
Critérium du Dauphiné ·
Ronde van Zwitserland ·
Ronde van Frankrijk ·
Clásica San Sebastián ·
Ronde van Polen ·
BEMER Cyclassics ·
Renewi Tour ·
Ronde van Spanje ·
Bretagne Classic ·
GP van Quebec ·
GP van Montréal ·
Ronde van Lombardije ·
Ronde van Guangxi
Tour Down Under ·
Cadel Evans Great Ocean Road Race ·
Ronde van de Verenigde Arabische Emiraten ·
Omloop Het Nieuwsblad ·
Strade Bianche ·
Ronde van Drenthe ·
Trofeo Alfredo Binda-Comune di Cittiglio ·
Brugge-De Panne ·
Gent-Wevelgem ·
Ronde van Vlaanderen ·
Parijs-Roubaix ·
Amstel Gold Race ·
Waalse Pijl ·
Luik-Bastenaken-Luik ·
La Vuelta España Femenina ·
Itzulia Women ·
Ronde van Burgos ·
RideLondon Classic ·
Ronde van Zwitserland ·
Giro Donne ·
Tour de France Femmes ·
Ronde van Scandinavië ·
GP de Plouay-Bretagne ·
Simac Ladies Tour ·
Ronde van Romandië ·
Ronde van Chongming ·
Ronde van Guangxi
Afgelaste wedstrijden: The Women's Tour ·
Postnord Vårgårda WestSweden